# Provincia de Kampot
La Provincia de Kampot es una provincia del Reino de Camboya y se ubica al sur del país. Su capital es la Ciudad de Kompot. Limita por el norte con la Provincia de Kompung Speu, por el este con la Provincia de Takéo, por el sur con el Golfo de Tailandia y por el oeste con la Provincia de Kompung Sao y la Provincia de Koh Kong.

## Geografía

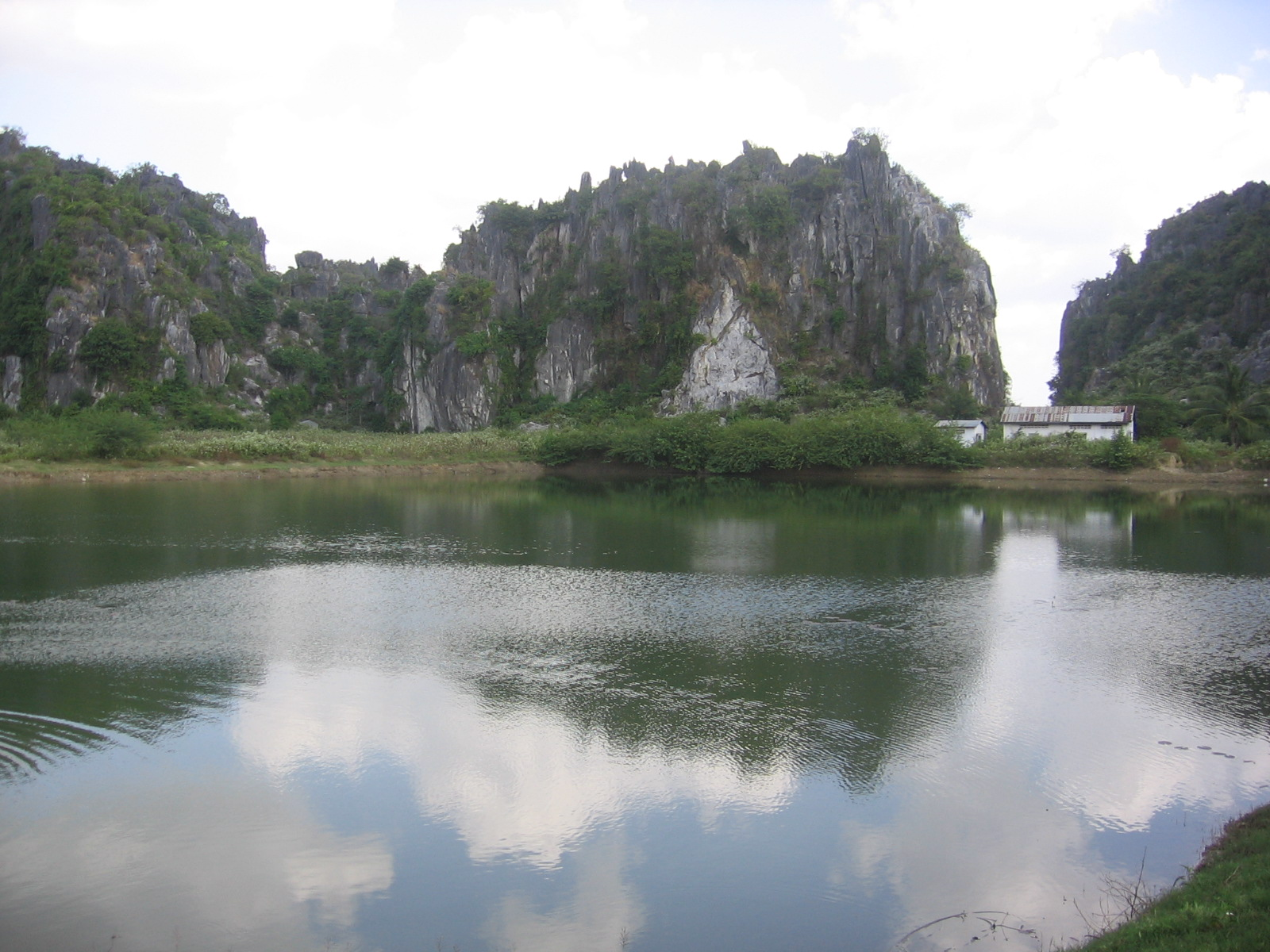
Las cuevas de Kompong Trach, 45 kilómetros al oriente de la ciudad de Kompot.

Para muchos es considerada la más hermosa provincia de Camboya y aunque ello puede resultar subjetivo, lo cierto es que ofrece una riqueza natural que va desde playas naturales, las Montañas de los Elefantes hasta el río Prek Kompung Bay.

## División política
La Provincia está dividida en ocho distritos:
- 0701 Angkor Chey
- 0702 Banteay Meas
- 0703 Chhuk
- 0704 Chum Kiri
- 0705 Dang Tong
- 0706 Kompung Trach
- 0707 Ciudad de Kompot
- 0708 Kompung Bay.

- Datos: Q748470
- Multimedia: Kampot Province / Q748470